# Крута (річка)
Крута — річка в Україні, у Лугинському районі Житомирської області. Права притока Глухової (басейн Прип'яті).

## Опис
Довжина річки 14 км. Площа басейну 44 км².

## Розташування
Бере початок на південному сході від Великого Лісу. Тече переважно на північний захід через Діброву, Літки і впадає у річку Глухову, праву притоку Жерева.